# Swishahouse
Swishahouse est un label discographique indépendant américain de hip-hop, basé à Houston, nord du Texas. Le nom est en référence aux cigares Swisher Sweets. Beaucoup des artistes du label viennent de Acres Home, Houston, Texas.

## Histoire
Swishahouse est fondé par Michael « 5000 » Watts et OG Ron C à la fin des années 1990 afin de promouvoir et de répandre le « phénomène » musical du sud de Houston, le chopped and screwed. Le label commence par commercialiser des séries de cassettes audio mixées telles que The Day Hell Broke Loose ou Fuck Action (contenant des titres chopped and screwed, et de RnB). Le succès de ces cassettes les amène à fonder le slogan « Major Without a Major Deal ». Le titre de Mike Jones, Still Tippin' de la cassette intitulée The Day Hell Broke Loose 2 permet au label de connaître un succès dans une audience plus large, et de signer un contrat de distribution avec Asylum Records. Mike Jones réalise son premier album chez Swishahouse et Warner Bros. Records en avril 2005, et est certifié disque de platine en juin, la même année.
Le premier album de Paul Wall, The People's Champ distribué par Swishahouse et Atlantic Records paraît en septembre 2005, et atteint le top du Billboard 200. Avant de s'embarquer dans une carrière dans le rap et toujours pendant ses études, Wall est employé de bureau chez Swishahouse. En 2006, le label rival Dope House Records et Swishahouse s'associent pour faire paître le neuvième album de South Park Mexican, When Devils Strike. Une version chopped and screwed est également parue. Également, Swishahouse possède des archives à l'université Rice.

## Artistes

### Artistes actuels
- Michael '5000' Watts
- Paul Wall
- Lil' Keke
- Yung Redd

### Anciens artistes
- Chamillionaire
- Slim Thug
- Mike Jones
- 50/50 Twin
- OG Ron C
- Riff Raff